# Crinia
Crinia es un género de anfibios anuros de la familia Myobatrachidae, endémico de Australia y el sur de Nueva Guinea.

## Especies
Se reconocen las 17 especies siguientes según ASW:
- Crinia bilingua (Martin, Tyler & Davies, 1980)
- Crinia deserticola (Liem & Ingram, 1977)
- Crinia fimbriata Doughty, Anstis & Price, 2009
- Crinia flindersensis Donnellan et al., 2012
- Crinia georgiana Tschudi, 1838
- Crinia glauerti Loveridge, 1933
- Crinia insignifera Moore, 1954
- Crinia nimbus (Rounsevell, Ziegeler, Brown, Davies & Littlejohn, 1994)
- Crinia parinsignifera Main, 1957
- Crinia pseudinsignifera Main, 1957
- Crinia remota (Tyler & Parker, 1974)
- Crinia riparia Littlejohn & Martin, 1965
- Crinia signifera Girard, 1853
- Crinia sloanei Littlejohn, 1958
- Crinia subinsignifera Littlejohn, 1957
- Crinia tasmaniensis (Günther, 1864)
- Crinia tinnula Straughan & Main, 1966